# Nitrogenasi
La nitrogenasi è un complesso enzimatico, appartenente alla classe delle ossidoreduttasi, che catalizza il processo di riduzione dell'azoto atmosferico, favorendo la sua fissazione da parte di un ristretto gruppo di specifici microrganismi (cianobatteri, alcuni eubatteri eterotrofi liberi, eubatteri fotoautotrofi). La specifica reazione catalizzata è:
N2 + 8 H+ + 8e- + 16 ATP ⇌  2 NH3 + H2 + 16 ADP + 16 Pi
che avviene in presenza di ATP quale fonte energetica e di agenti riducenti quali la ferredossina. In tal modo l'azoto viene trasformato nel prodotto finale ammoniaca sfruttando l'idrogeno derivante dall'ossidazione dei carboidrati. Questa ammoniaca costituisce la materia prima principale per la biosintesi di acido glutammico e di glutammina.
La nitrogenasi è costituita da due proteine: la dinitrogenasi e la dinitrogenasi reduttasi. Entrambi contengono cluster ferro-zolfo, e la dinitrogenasi contiene anche molibdeno. Nella dinitrogenasi ferro e molibdeno fanno parte di un cofattore, noto come FeMo-co, attivamente coinvolto nella riduzione dell'azoto molecolare. Alcuni batteri, in mancanza di molibdeno, sono in grado di sintetizzare una nitrogenasi alternativa contenente vanadio o solo ferro.
La barriera principale a cui è legata la fissazione dell'azoto è dovuta all'elevata entalpia di legame che caratterizza l'azoto molecolare, che in condizioni normali è pochissimo reattivo a causa dell'intensità del triplo legame che lega i due atomi di azoto che costituiscono la forma molecolare. La nitrogenasi è in grado di scindere tale triplo legame formando singoli atomi di azoto nativo (N) che successivamente si legherà con l'idrogeno, seguendo un cammino di reazione al quale compete energia di attivazione sensibilmente minore. L'esatto meccanismo non è ancora noto, a causa della difficoltà di isolare cristalli formati da azoto legato alla nitrogenasi.
La fissazione dell'azoto è un processo altamente riduttivo e viene represso dalla presenza d'ossigeno, il cui effetto consiste nel provocare l'inattivazione rapida e irreversibile della dinitrogenasi reduttasi (con un tempo di emivita di 30 s).

## Organismi che sintetizzano la nitrogenasi
Esistono due tipi di microorganismi in grado di sintetizzare la nitrogenasi, necessari per la fissazione dell'azoto. Questi sono:
- Batteri liberi (non simbionti), tra cui:

```
      
Cianobatteri
```

```
      
Batteri solfurici
```

```
      
Azotobacter
```

- Batteri simbiotici, tra cui:

```
      
Rhizobium
, associato alle 
leguminose
 (es. 
Rhizobium leguminosarum
)
```

```
      Spirillum, associato alle graminacee
```

```
     
attinomiceti
 del genere 
Frankia
```